# Гринуп (округ)
Гринуп, также Гри́неп (англ. Greenup County) — округ в штате Кентукки, США. Официально образован в 1803 году. По состоянию на 2010 год, численность населения составляла 36 910 человек.

## География
По данным Бюро переписи США, общая площадь округа равняется 916,861 км2, из которых 890,961 км2 суша и 25,900 км2 или 2,800 % это водоёмы.

### Соседние округа
- Бойд  (юго-восток)
- Картер  (юго-запад)
- Льюис  (запад)
- Сайото, штат Огайо  (север)
- Лоренс, штат Огайо   (восток)

## Население
По данным переписи населения 2000 года в округе проживает 36 891 жителей в составе 14 536 домашних хозяйств и 11 032 семей. Плотность населения составляет 41,00 человек на км2. На территории округа насчитывается 15 977 жилых строений, при плотности застройки около 18,00-ти строений на км2. Расовый состав населения: белые — 98,07 %, афроамериканцы — 0,57 %, коренные американцы (индейцы) — 0,19 %, азиаты — 0,38 %, гавайцы — 0,00 %, представители других рас — 0,15 %, представители двух или более рас — 0,64 %. Испаноязычные составляли 0,55 % населения независимо от расы.
В составе 32,00 % из общего числа домашних хозяйств проживают дети в возрасте до 18 лет, 62,30 % домашних хозяйств представляют собой супружеские пары проживающие вместе, 10,40 % домашних хозяйств представляют собой одиноких женщин без супруга, 24,10 % домашних хозяйств не имеют отношения к семьям, 21,70 % домашних хозяйств состоят из одного человека, 10,00 % домашних хозяйств состоят из престарелых (65 лет и старше), проживающих в одиночестве. Средний размер домашнего хозяйства составляет 2,51 человека, и средний размер семьи 2,91 человека.
Возрастной состав округа: 23,60 % моложе 18 лет, 7,90 % от 18 до 24, 27,90 % от 25 до 44, 26,00 % от 45 до 64 и 26,00 % от 65 и старше. Средний возраст жителя округа 39 лет. На каждые 100 женщин приходится 92,80 мужчин. На каждые 100 женщин старше 18 лет приходится 89,30 мужчин.
Средний доход на домохозяйство в округе составлял 32 142 USD, на семью — 38 928 USD. Среднестатистический заработок мужчины был 35 475 USD против 21 198 USD для женщины. Доход на душу населения составлял 17 137 USD. Около 11,60 % семей и 14,10 % общего населения находились ниже черты бедности, в том числе — 18,60 % молодёжи (тех, кому ещё не исполнилось 18 лет) и 9,90 % тех, кому было уже больше 65 лет.